# Koshi (zone)
Pour les articles homonymes, voir Koshi.
La zone de Koshi (en népalais : कोशी अञ्चल) est l'une des quatorze anciennes zones du Népal qui ont été supprimées lors de la réorganisation administrative de 2015. Elle était rattachée à la région de développement Est.
Elle était subdivisée en six districts :
- district de Bhojpur ;
- district de Dhankuta ;
- district de Morang ;
- district de Sankhuwasabha ;
- district de Sunsari ;
- district de Terhathum.